# Acrodactyla syndromosa
Acrodactyla syndromosa là một loài tò vò trong họ Ichneumonidae.